# Carmen McRae
Carmen Mercedes McRae (New York, 1922. április 8. – Beverly Hills, 1994. november 10.) amerikai dzsesszénekes, dalszerző, zongorista, színésznő.
McRae Amerika egyik legjobb dzsesszénekesnője volt, amellett zongorista és dalszerző is. Karrierje elején Benny Carter, Mercer Ellington, Charlie Barnet és Count Basie zenekaraiban énekelt.
A hatvanas és a hetvenes években nemzetközi turnékon vett részt és lemezeket készített.
Nagyszerű ritmikai könnyedséggel énekelt. Balladastílusa óriási emocionális mélységekről tanúskodik.

## Diszkográfia
- 1955: By Special Request
- 1956: Torchy!
- 1957: Blue Moon
- 1957: After Glow
- 1957: Mad About The Man
- 1957: Carmen For Cool Ones
- 1958: Birds of A Feather
- 1958: Book of Ballads
- 1959: When You're Away
- 1959: This Is Carmen McRae
- 1961: Carmen McRae Sings Lover Man and Other Billie Holiday Classics
- 1963: Something Wonderful
- 1967: For Once In My Life
- 1968: Portrait of Carmen
- 1971: The Great American Songbook: Live At Donte's
- 1978: I'm coming home again
- 1982: Heat Wave
- 1983: You're Lookin' At Me
- 1988: Fine & Mellow – Live at Birdland West
- 1988: Carmen Sings Monk